# Schwacher Staat
Als schwacher Staat (auch englisch fragile state oder scheiternder Staat von englisch failing state) werden Regime eines Staates bezeichnet, die bestimmte, als notwendig für das Staats- und Gemeinwohl erachtete Aufgaben und Verpflichtungen gegenüber den Bürgern nur noch in einem unzureichenden Maße erfüllen (fragile Staatlichkeit). Die Extremform des schwachen Staats ist der gescheiterte Staat.
In den nachkolonialen Staaten bildete der starke Staat (v. a. in Ost- und Südostasien), der repressiv war und die wirtschaftliche Entwicklung vorantrieb, die Ausnahme. In den übrigen Entwicklungsländern existierten unterschiedlichste autokratische Regime, deren Fähigkeit zur Repression zwar stark, die entwicklungspolitisch aber sehr schwach waren. Während die Länder Lateinamerikas auf eine längere Entwicklungsgeschichte zurückblicken konnten und ein differenziertes Institutionengefüge besitzen, die Golfstaaten mit ihren feudalistischen Monarchien auch eine gewisse politische Stabilität aufwiesen, zeigten sich die kolonialen Staatsschöpfungen in Afrika als besonders anfällig. Auch in einigen GUS-Ländern besteht die Problematik eines schwachen Staatsapparates.

## Ursprung des Konzepts
Nachdem sich in den 1960er und 70er Jahren nur in wenigen Entwicklungsländern demokratische Regime gegenüber putschenden Armeen durchsetzen konnten, wurde seit Beginn der 80er Jahre der Staat von Entwicklungs- und Modernisierungstheoretikern ins Zentrum der Diskussion gerückt. Während Liberale die wirtschaftliche Unterentwicklung anfangs durch übermächtig gewordene Staatsapparate erklärten, die für das Abwürgen freier, privatwirtschaftlicher Entwicklung verantwortlich seien, und man schon Diktaturen als Staatsmodell für die Dritte Welt befürchtete, kam die politikwissenschaftliche Forschung zu dem Ergebnis, dass die meisten dieser Regime auch politisch-institutionell unterentwickelt waren.

## Eigenschaften
Eine verbindliche Definition eines schwachen Staates gibt es nicht. Die Zuschreibung erfolgt anhand der Summe einzelner, nicht standardisierter Charakteristika, die als Maßstäbe zur Beurteilung angewandt werden. Als typische Eigenschaften schwacher Staaten gelten:
- das fehlende Gewaltmonopol des Staates innerhalb seines Staatsgebietes, weil es lokalen Machtzentren gelungen ist, Gegenautoritäten aufzubauen. Es mangelt dem Staat an der Fähigkeit, für die Sicherheit seiner Bürger zu garantieren. Die Folge ist eine Aufsplitterung in ethnische, religiöse oder sonstige gesellschaftliche Gruppen.
- Defizite bei der Legitimität. Rechtsstaatlichkeit und die Möglichkeit zur politischen Partizipation des Bürgers sowie Souveränität sind nur begrenzt vorhanden. Stattdessen überwiegen klientelistische Verteilungssysteme (Korruption und Vetternwirtschaft).
- das Unvermögen des Staates, seinen Wohlfahrtsaufgaben nachzukommen. Die Einnahmen sind gering, da der Staat mit seiner Finanzpolitik und Verwaltung nur unzureichend in der Lage ist, Steuern einzutreiben.

Die nachkolonialen Regime, vor allem in Afrika, blieben zumeist ihren kolonialen Vorläufern treu und fungierten primär als Herrschafts- und Abschöpfungsapparate. Militär- und Polizeiapparate wurden aufgebläht und der Aufbau einer Entwicklungsverwaltung nicht energisch genug vorangetrieben. Darüber hinaus wurden die untergeordneten Verwaltungsebenen zugunsten zentralstaatlicher Bürokratien geschwächt. Ein Großteil der Finanzen wird dabei für Personal und den laufenden Betrieb eingesetzt, für Entwicklung aus eigenen Quellen bleibt nichts übrig. Die Vernachlässigung der eigenen Entwicklungsaufgaben und den somit fehlenden Verwaltungskompetenzen in dieser Hinsicht führt dazu, dass auch fremde Entwicklungsgelder nicht sachgemäß bearbeitet und weitergeleitet werden (können). Darüber hinaus sind vier Eigenschaften schwacher Staaten zu konstatieren.
„Der Staat ist schwach, weil er arm ist; er ist aber auch arm, weil er schwach ist.“ Von den armen Bevölkerungsschichten können keine Steuern eingetrieben werden, während die Einkommen von Habenden durch die schlecht organisierte Finanzverwaltung nur lückenhaft erfasst, oder aufgrund von Korruption zu gering besteuert werden. Ausländische Unternehmen können aufgrund der ökonomischen Abhängigkeit der Regime von ihren Investitionen meist Steuervergünstigungen aushandeln. Das Ausweichen auf andere Steuerquellen ist mit großen entwicklungspolitischen Nachteilen verbunden. Indirekte Konsumsteuern belasten insbesondere die Armen, hohe Zölle führen meist nur zu erhöhtem Schmuggel über schwer zu überwachende Grenzen und das Abschöpfen der kleinen Gewinne der Bauern über das Instrument staatlich vorgeschriebener Preise sichert zwar die Nahrungsmittelversorgung der städtischen Bevölkerung, nimmt den Bauern aber den Anreiz, ihre Produktion zu erhöhen.
Schwache Staaten haben zumeist auch einen Mangel an qualifiziertem Verwaltungspersonal. Selbst wenn, wie in Asien und Lateinamerika, genügend ausgebildete Personen vorhanden sind, führt die häufige Auswahl nach Klientelverhältnissen (beispielsweise Verwandte, Geschäftspartner) statt nach Können zu ineffizienten Verwaltungsabläufen. Auch der häufig schlechte Zustand der Infrastruktur (Straßen, Telefon) und Sprachschwierigkeiten tragen zur mangelnden Durchsetzungsfähigkeit des Staates bei.
Schwach sind die Staaten ferner hinsichtlich ihrer Verhandlungsposition gegenüber Erpressungsdruck aus In- und Ausland, besonders in Bezug auf ausländische Investitionskapital- und Kreditgeber. Diese Wehrlosigkeit des Staates gegenüber Partialinteressen kennzeichnet man auch gelegentlich mit dem abwertenden Wort Bananenrepublik.
Die „Bürokratien sind nicht modern“, im Weber’schen Sinne. Statt nach rationalen, sachbezogenen Organisationsregeln zu arbeiten, ist der schwache Staat in ein Gestrüpp aus persönlichen und ethnischen Klientel- und Patronagebeziehungen eingebunden. Er wird zur Beute von Machtgruppen, die den Staat benutzen, um ihre Privatinteressen gegenüber gemeinwohlorientierten Entscheidungen durchzusetzen. Wenn dieses Phänomen besonders ausgeprägt ist, bezeichnet man ein solches politisches System auch gelegentlich als Kleptokratie. Die Herrschaftsform solcher Staaten wird auch als Neopatrimonialismus bezeichnet.
Seit 2005 veröffentlicht die private Denkfabrik Fund for Peace in Zusammenarbeit mit der Zeitschrift Foreign Policy jährlich den Fragile States Index (FSI), in dem Staaten auf ihr Risiko von Staatszerfall hin untersucht werden. Der Index stützt sich auf zwölf Indikatoren: starkes Bevölkerungswachstum, große Flüchtlingsbewegungen, Racheabsichten verfeindeter Gruppen, ungleich verteiltes ökonomisches Wachstum und Teilhabe entlang (ethnischer) Gruppenzugehörigkeiten, starke Verluste an Wirtschaftskraft, zunehmende Kriminalisierung und folgende Delegitimation des Staates, voranschreitender Verfall der öffentlichen Dienstleistungen und Verwaltungstätigkeiten, weit verbreitete Menschenrechtsverletzungen, der Sicherheitsapparat wird zum Staat im Staate, Zersplitterung der Eliten und Interventionen durch andere Staaten. Der FSI benutzt nicht das gesonderte Konzept des gescheiterten Staats, sondern spricht für Staaten, die so bezeichnet werden können, lediglich „hohen Alarm“ bzw. „sehr hohen Alarm“ bzgl. ihres Scheiterns aus.
Auch im Rahmen des Bertelsmann Transformation Index (BTI) werden jährlich etwa 5–10 Staaten als „scheiternde Staaten“ bezeichnet, die ebenso als gescheiterter Staat betrachtet werden können. Bezüglich dieser Staaten haben beide Indizes regelmäßig eine hohe Übereinstimmung.
Aus den Erfahrungen der letzten Jahrzehnte ergeben sich bestimmte Gemeinsamkeiten zusammenbruchgefährdeter Staaten:
1. Einzelne Bevölkerungsteile sind verfeindet.
2. Ausbeutung der eigenen Bevölkerung durch das Regime (z. B. Mobutu-Regime in Kongo)
3. Regionen an der Peripherie des Staatsgebiets können nicht überwacht werden.
4. Gewalttätige Übergriffe auf die Bevölkerung werden nicht vom Staat unterbunden. Warlords oder Stammesinstitutionen, die dem einfachen Volk als Alternative erscheinen, bieten oft weniger Schutz als erhofft und hebeln jede rechtsstaatliche Willkürkontrolle aus.
5. Außer der Exekutive funktionieren die staatlichen Institutionen nicht mehr. Es gibt weder demokratische Diskussionsprozesse noch eine unabhängige Justiz und keine gleichheitswahrende, rationale Verwaltungstätigkeit seitens der staatlichen Bürokratie.
6. Die Bildungs- und Gesundheitssysteme sind informell privatisiert worden.
7. Korruption auf allen staatlichen Ebenen.
8. Das Bruttoinlandsprodukt pro Kopf sinkt.
9. Es drohen ständig Nahrungsmittelknappheit und Hungersnöte.
10. Die Sicherheits- und Wohlfahrtsdefizite, soziale Ungerechtigkeit und verbreitete Perspektivlosigkeit führen oft zu einer Identifikation mit religiösen Traditionen und fundamentalistischen Bewegungen.

## Gescheiterter Staat
Der Begriff des gescheiterten Staates (englisch failed state) ist zwar wissenschaftlich kontrovers, aber dennoch in der politischen Debatte seit den 1990er Jahren prominent. Er bezeichnet einen besonders schwachen Staat, in dem die Zentralregierung in zunehmendem Maße die Kontrolle über große Teile des eigenen Territoriums verliert. Häufig finden sich in solchen Staaten eine weit verbreitete Kriminalität, bewaffnete Konflikte oder schwere humanitäre Krisen. Diese können auch die Stabilität der Nachbarstaaten bedrohen, z. B. durch große Flüchtlingsbewegungen oder Terrorismus. Kritik an den Begriff entzündet sich vor allem daran, dass er zur Begründung von eigennützigen Intervention benutzt werden kann. Auch wegen seiner Unschärfe wird der Begriff kritisiert.
Nach der State Failure Task Force 1994 zeichnet sich ein staatlicher Zusammenbruch durch Folgendes aus:
1. Revolutionskriege: Aufständische wollen die Zentralregierung entmachten.
2. Völkermord und politische Morde: durch den Staat selbst oder durch von ihm gedeckte Gruppen
3. zerstörerische Regimewechsel: plötzliche Veränderungen im Regierungsverhalten, hohe Instabilität und Verstärkung repressiver, autoritärer Regierungsmethoden.

## Ausblick
Bei der Definition der schwachen und zerfallenden Staaten wird noch zu wenig beachtet, dass ein Staat auch dann versagt hat, wenn er von seiner eigenen Bevölkerung nicht mehr als legitim erachtet wird, was zum Beispiel in Autonomiebestrebungen zum Ausdruck kommt. Diese Delegitimierung kann durch überbordende Korruption, bis unter den höchsten politischen Führern, ausgelöst werden. Es besteht aber auch die Gefahr, dass eine weitere Quelle der Delegitimation, gerade das entwicklungspolitische Ziel des Minimalstaates im Rahmen des an sich sinnvollen Good-Governance-Konzeptes werden kann. Nicht nur die postkolonialen Staatseliten dürften so ihre kostspieligen Privilegien verlieren. Der (Minimal-)Staat ist immer weniger in der Lage, neben seinen Aufgaben der inneren und äußeren Sicherheit durch sozialstaatliche und andere Maßnahmen auch ein Minimum an politischer Loyalität zum System sicherzustellen. „Wenn die finanzielle Basis des Staates über ein kritisches Minimum hinaus beschnitten wird, kann er seine Funktion für die Gesellschaft nicht mehr erfüllen: politische Stabilisierung und soziale Integration.“ Außerdem ist die Gefahr groß, dass zerfallende Staaten zu „Inkubatoren“ und zugleich zu Opfern des transnationalen Terrorismus werden, wie eine vergleichende Längsschnittuntersuchung in 197 Ländern zeigt.
Jedoch machen schwache Staaten nicht alle Tätigkeiten terroristischer Gruppen einfacher, da diese beispielsweise eine gewisse Infrastruktur für ihre Kommunikation, Logistik und ihre Finanztransaktionen brauchen. Zudem verändert es Daniel Lambach zufolge die strategische Logik von Terroristen, wenn sie ihre Hauptquartiere in „gewaltoffenen Räumen“ unterhalten, weil sie dadurch nun auch noch territoriale Kontrolle ausüben müssen.
In 19 Staaten des Nahen und Mittleren Ostens gab es laut James A. Piazza gewisse Zusammenhänge zwischen Perioden politischer Instabilität und terroristischer Aktivität. Flüchtlingsströme sind eine Folge vom zunehmenden Verfall des Staates. Kommt es also zu einem Gewaltkonflikt, bezieht dieser oft Milizen und Regierungen aus den Nachbarländern mit ein. Die Folge eines verfallenden Staates ist daher auch die Schwächung seiner unmittelbaren Nachbarländern. So entstehen nach Daniel Lambach im Extremfall regionale „Fragilitäts-Cluster“.
Eine Reihe Staaten, die als schwach oder gescheitert gelten oder galten, haben sich in der Interessengemeinschaft der g7+-Staaten zusammengeschlossen.